# Alessandro Solbiati
Alessandro Solbiati (Busto Arsizio, 5 settembre 1956) è un compositore, pianista e insegnante italiano.

## Biografia
Ha compiuto gli studi presso il conservatorio G. Verdi di Milano dove si è diplomato in pianoforte e in composizione; si è in seguito perfezionato presso l'Accademia Chigiana di Siena sotto la guida di Franco Donatoni. Ha vinto numerosi premi in concorsi nazionali e internazionali, e ricevuto commissioni da istituzioni quali il Teatro alla Scala di Milano, la RAI, il Teatro Comunale di Bologna, Radio France, il Mozarteum di Salisburgo, la Fondazione Gubelkian di Lisbona, il South Bank Center di Londra, etc. 
Sue musiche sono state eseguite in rilevanti festival italiani ed esteri (Australia, Austria, Croazia, Francia, Germania, Giappone, Grecia, Regno Unito, Paesi Bassi, Portogallo, Russia, Spagna, Stati Uniti d'America, Svezia, Svizzera, etc.), oltre che registrate e trasmesse da diverse emittenti radiofoniche in Europa e America. La produzione di Solbiati è stata stampata dalle Edizioni Suvini Zerboni (Milano).
È docente di Composizione presso il Conservatorio G. Verdi di Milano. In precedenza ha insegnato al conservatorio G.B. Martini di Bologna. Ha inoltre tenuto corsi di perfezionamento a Parigi (Conservatoire National Superieur de Musique), Avignone (Centre Acanthes), San Marino e Milano (Scuola Civica).

## Composizioni
- ibi bonae fabbricator per flauto
- Quartetto per quartetto d'archi (1980)
- Des ciels brouillés per oboe solista e ensemble (1981)
- Blütenstaub per violino, viola e fortepiano (1982)
- Di luce per violino e orchestra (1982)
- Aas per organo (1984)
- Cadeau per pianoforte, violino, violoncello e 5 percussionisti (1984)
- Lied per soprano, violino, violoncello e pianoforte (1985)
- Nel deserto oratorio per soli, coro e strumenti (1986)
- Dawn per flauto e arpa (1987)
- Trio per violino, violoncello e pianoforte (1987)
- Notturno per quintetto di fiati (1988)
- As if to land per flauto solo (1989)
- Am Fuss des Gebirgs per flauto, clarinetto basso e pianoforte (1991)
- Corde per viola sola (1991)
- Secondo quartetto per quartetto d'archi (1991)
- Decima elegia per soli, coro e orchestra (1991/1995)
- Canto per Ania per violoncello e 14 strumenti (1992)
- Ottetto per strumenti a fiato (1992)
- By my window per pianoforte ed ensemble (1993)
- Mi lirica sombra per clarinetto basso e ensemble (1993)
- Con l'antico canto per flauto e clarinetto basso (1995)
- Inno opera radiofonica (1996)
- La colomba azzurra racconto in musica su testo di Paola Capriolo (1996)
- Mari per flauto, clarinetto, violino, violoncello e pianoforte (1997)
- Sonetto per violino e pianoforte (1997)
- Sinfonia per orchestra (1997/1998)
- Piccoli canti per voce recitante e otto strumenti su testi di Alda Merini (1998)
- Ingresso e Kyrie per coro e strumenti (1999)
- Sette pezzi per orchestra d'archi (1999)
- Concerto per chitarra e orchestra (2000)
- Der Wind Spielt per quintetto a fiati (2002
- Memoriam per orchestra (2002)
- Piccoli canti Suite per otto strumenti (2002)
- Due adagi per violino solo (2003)
- Il risveglio di Florestano per orchestra da camera (2003)
- Pensieri interrotti per bayan (2003)
- Weg per 12 strumenti (2004)
- Sonata seconda per pianoforte (2005)
- Alumina per flauto e archi (2005)
- Volo per soprano e viola (2005)
- "Dies" per clarinetto e pianoforte (2005)
- Sonata Felix per pianoforte e violino (2006)
- Tre lieder su George per soprano e pianoforte su liriche di Stefan George (2006)
- Und nun per baritono e sette strumenti. Omaggio a Franz Joseph Haydn su un verso di Rainer Maria Rilke (2009)
- Thai song per 52 gong thailandesi (2009)
- Il carro e i canti, opera in un atto su libretto proprio, da Puŝkin (2009)
- Leggenda, opera in un atto, libretto del compositore da I fratelli Karamazov di Fëdor Dostoevskij, commissione del Teatro Regio di Torino (2011) diretta da Gianandrea Noseda

## Discografia
- Nel Deserto, ensemble 2E2M (CD ADDA)
- Quartetto con lied, quartetto Borciani (Stradivarius)
- Trio, trio Matisse (Ermitage)
- Tre pezzi per chitarra, Filomena Moretti (Phoenix)
- Alessandro Solbiati disco monografico, ensemble Alternance (Stradivarius)
- Crescendo, disco monografico, orchestra (EMA Vinci records)